# Ото Ерих Дојч
Ото Ерих Дојч (Беч, 5. септембар 1883 — Баден, 23. новембар 1967) је био аустријски музиколог. Познат је по томе што је саставио први свеобухватни каталог композиција Франца Шуберта, први пут објављен 1951. на енглеском, са ревидираним издањем објављеним 1978. на немачком. Из овог каталога произилазе Д бројеви који се користе за идентификацију Шубертових дела.

## Живот
Дојч је рођен у Бечу 5. септембра 1883. године у јеврејској породици.
Након студија историје уметности и књижевности у Бечу и Грацу, радио је као асистент на Катедри за историју уметности Универзитета у Бечу. Његова специјализација је био период бидермајера, што је природно довело до његовог интересовања за Шуберта, чији се живот одвијао током ове културне ере. Његову научну каријеру прекинуо је Први светски рат када је служио у аустријској војсци. После рата Дојч је једно време радио као продавац књига. Такође је пребацио своја научна интересовања на историјску музикологију, на крају је постао музички библиотекар, радио је у архиви Ентонија ван Хобокена. Године 1938., када је Аустрију припојила нацистичка Немачка у Аншлусу, Дојч је одлучио да побегне из земље, пошто је био протестант јеврејског порекла. Живео је у Кембриџу у Енглеској од 1939. до 1951. године, да би се после рата вратио у Беч.
Дојч је био близак пријатељ Хајнриха Шенкера.
Дојч је преминуо у Бадену у Бечу 23. новембра 1967. у 84. години живота. Сахрањен је у почасном делу Средишњег бечког гробља (група 40, бр. 12).

## Музикологија
Према Дејвиду Вину Џонсу, Дојчев рад је био заснован на „сталном веровању да историјски документи и иконографски докази представљају битне састојке биографског излагања“. Отуда је Дојч компоновао "документарне биографије" Шуберта, Моцарта и Хендла; у њима су текстови старих докумената смештени хронолошким редом, нанизани заједно са нарацијом и коментаром Дојча. Дојч је такође припремио конвенционалне научне чланке о овим композиторима као и о Јозефу Хајдну. Такође је уређивао и објављивао музичке текстове, посебно Хајднове каноне.
Одликован је Аустријским почасним крстом за науку и уметност прве класе 1959. године.

## Изабрана дела
- Deutsch, Otto Erich (1955). Handel: A Documentary Biography. New York, W.W. Norton.[5]
- Deutsch, Otto Erich (1965). Mozart: A Documentary Biography. Stanford: Stanford University Press.
- Deutsch, Otto Erich (1951). Schubert: Thematic Catalogue of all his works in chronological order. Dent.

## Филмови
- D 795 oder Die schöne Müllerin. Otto Erich Deutsch – Ein Leben für die Musik D 795 oder Die schöne Müllerin. Otto Erich Deutsch – Ein Leben für die Musik , филм Клауса Спана, АРД 1983, 60 мин.[6]